# Mare de Déu de la Pietat de Bossòst
La Mare de Déu de la Pietat de Bossòst és una capella de Bossòst (Vall d'Aran) inclosa a l'Inventari del Patrimoni Arquitectònic de Catalunya.

## Descripció
Capella de planta rectangular i d'una sola nau. En el seu interior hi ha dues arcades de fusta que reposen sobre columnes de maó massís adossades a la paret. La porta d'entrada està situada a la cara est. Consta d'una obertura i d'una espadanya al capdamunt. El presbiteri és encarat a oest (no té absis). A la paret de migdia hi ha incorporada una sagristia. La porta d'entrada és amb arc de mig punt i adovellada.

## Història
La dovella situada a la clau de la volta de l'arcada té una inscripció amb la data de construcció de la capella (any 1577).